# هيلين وايت

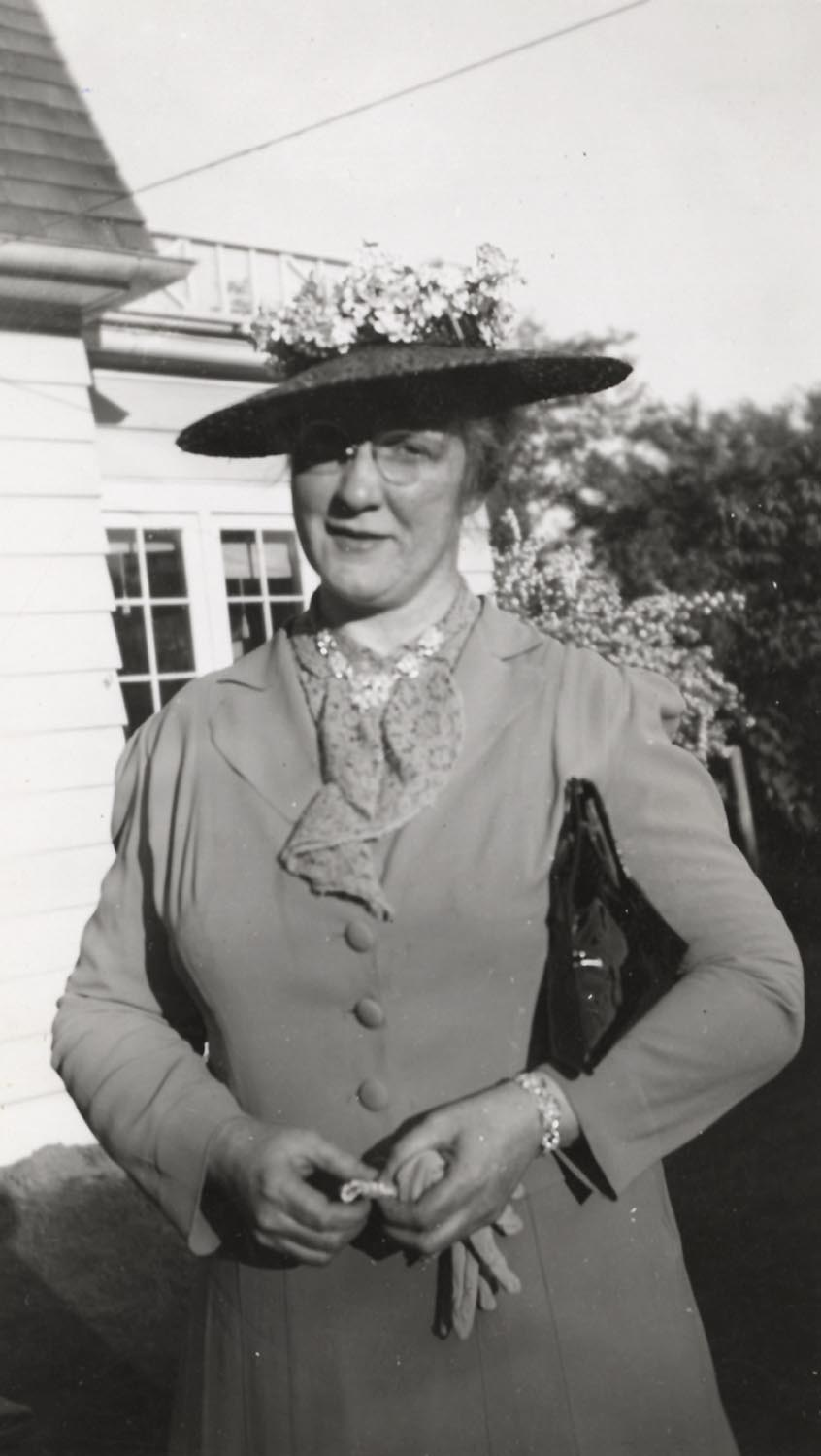
السيدة وايت في يونيو 1941 ولدت في السادس عشر من نوفمبر 1896 نيو هيفن، كونيتيكت، الولايات المتحدة الأمريكية توفيت في السابع من يونيو 1967 عن عمر يناهز سبعون عاما) خلفية أكاديمية الجامعة التي تخرجت منها كلية رادكليف، جامعة ويسكونسن-ماديسون العمل الأكاديمي الاهتمامات الرئيسية الأدب الإنجليزي، والكتابة تأثر اوجست أغسطس ديرلث، هربرت كوبلى، مارك شويرر

هيلين كونستانس وايت (بالإنجليزية: Helen C. White)‏ (26 نوفمبر 1896 - 7 يونيو 1967) كانت تعمل أستاذا للغة الإنجليزية في جامعة ويسكونسن-ماديسون. اشغلت السيدة وايت منصبا كرئيس قسم اللغة الإنجليزية مرتين كما أنها كانت أول سيدة تصبح أستاذا بالجامعة في كلية الآداب والعلوم. وكانت أيضا أول امرأة تم انتخابها كرئيسة للرابطة الأمريكية لأساتذة الجامعات، ورئيس الجمعية الأمريكية للنساء الجامعيات (الجمعية الأمريكية للجامعيات)، واتحاد المعلمين بجامعة ويسكونسن، ونادي الجامعة. كتبت وايت ست روايات والعديد من الكتب والمقالات الواقعية.
نشأت السيدة وايت في بوسطن وسط أسرة رومانيه كاثوليكية، واعتنقت ذلك المذهب لبقية حياتها. تخرجت من مدرسة الثانوية للفتيات، وكلية رادكليف. وبعد انتهائها من الحصول على درجة الماجستير، درست في كلية سميث لمدة عامين قبل أن تنتقل إلى الغرب لدراسة الدكتوراه في ماديسون.أحبت السيدة وايت المدينة كما أصبحت أستاذا مساعدا هناك واستكملت دراسة الدكتوراه في عام 1924 وكذلك رسالة علمية بشأن وليم بليك. درست دورات بما في ذلك أولى مستويات اللغة الإنجليزية والشعر الميتافيزيقي في ندوات الدراسات العليا.ومن ضمن طلاب وايت بعض الكتاب مثل أوجست ديرلث، هربرت كوبلى، ومارك كاشور. ولقبها طلاب الدراسات العليا «آلهة اللإرجوانية» ويرجع ذلك جزئيا إلى خزانة ملابسها في الغالب الأرجوانية وطول قامتها المميز.
وفي عامها الثمانية والأربعون من حياتها المهنية، حصلت وايت على ثلاثة وعشرين دكتوراه فخرية ووسام ليتر، ووسام سيينا، وعلى جائزة الإنجاز للجمعية الأمريكية للجامعيات، واثنين من زمالة غوغنهايم. كما أنها حصلت على رتبة الإمبراطورية البريطانية في عام 1958 بشأن منحتها الدراسية.كما كانت السيدة مندوبة الولايات المتحدة في فاعليتين ب اليونسكو، وكانت أيضا عضوا في مجالس إدارة العديد من المنظمات. وقرب وفاتها، قامت الجامعة بإنشاء قاعة باسمها هيلين جيم وايت هول. ويضم المبنى قسم اللغة الإنجليزية في الجامعة والمكتبة الجامعية، والتي تحتوي على 4000 كتاب من مجموعه كتب السيدة وايت.

## بداية حياتها والحياة المهنية
ولدت هيلين كونستانس وايت في السادس والعشرين من شهر نوفمبر عام 1896، في نيو هافن بولاية كونيكتيكت. وكان والديها، ماري (اسم شخصي للملك) وجون وايت، لديهم ثلاثة أطفال آخرين (امرأة واحدة، واثنين من الذكور ) واصبحوا أسرة كاثوليكية،  ذلك المذهب الذي اعتنقته السيدة وايت لبقية حياتها. وفي عام 1901، اختار والداها أن يستقروا في بوسطن ضاحية جديدة روسليندل لأجل الفرص الثقافية في المدينة. ترك والد وايت وظيفته باعتباره موظفا بالسكك الحديدية في نيويورك، ونيو هافن هارتفورد ليصبح موظف مدنى. وصفت وايت والدتها بالأمومة ووالدها بأنه كتوم.
وابتداء من عام 1909، التحقت السيدة وايت بمدرسة ثانوية للبنات ببوسطن، وكانت مجتهدة وأدائها جيد في تلك المدرسة.شاركت في مناظرات وعملت كرئيس تحرير بمدرستها، في عامها الأول. تخرجت في عام 1913 وحصلت على منحة مارجريت بادجر وجائزة الجمعية التاريخية القديمة ففى الجنوب.خلال هذا الوقت، كانت عضوا في حركة تصويت النساء في الولايات المتحدة.
بداية التحقت السيدو وايت بكلية رادكليف وتخرجت في وقت لاحق من هذا العام بدرجة امتياز مع مرتبة الشرف في ثلاث سنوات مع درجة البكالوريوس في اللغة الإنجليزية.
وحصلت على جائزة كلا من فاي بيتا كابا كاى وجورج بى سوير للرسائل العلمية في تخرجها عام 1916.واستمرت في رادكليف وحصلت على درجة الماجستير في عام 1917، وفي ذلك الوقت كانت تبحث عن وظائف تدريس. وفي شهر سبتمبر، أصبحت السيدة وايت أستاذا مساعدا في قسم اللغة الإنجليزية بكلية سميث، حيث درست اللغة الإنجليزية لمدة عامين.كما اقترح صديقاتها ان تكمل دراستها للدكتوراه «في الغرب» في ماديسون، بولاية ويسكونسن- حيث قبلت السيدة وايت ذلك الاقتراح.

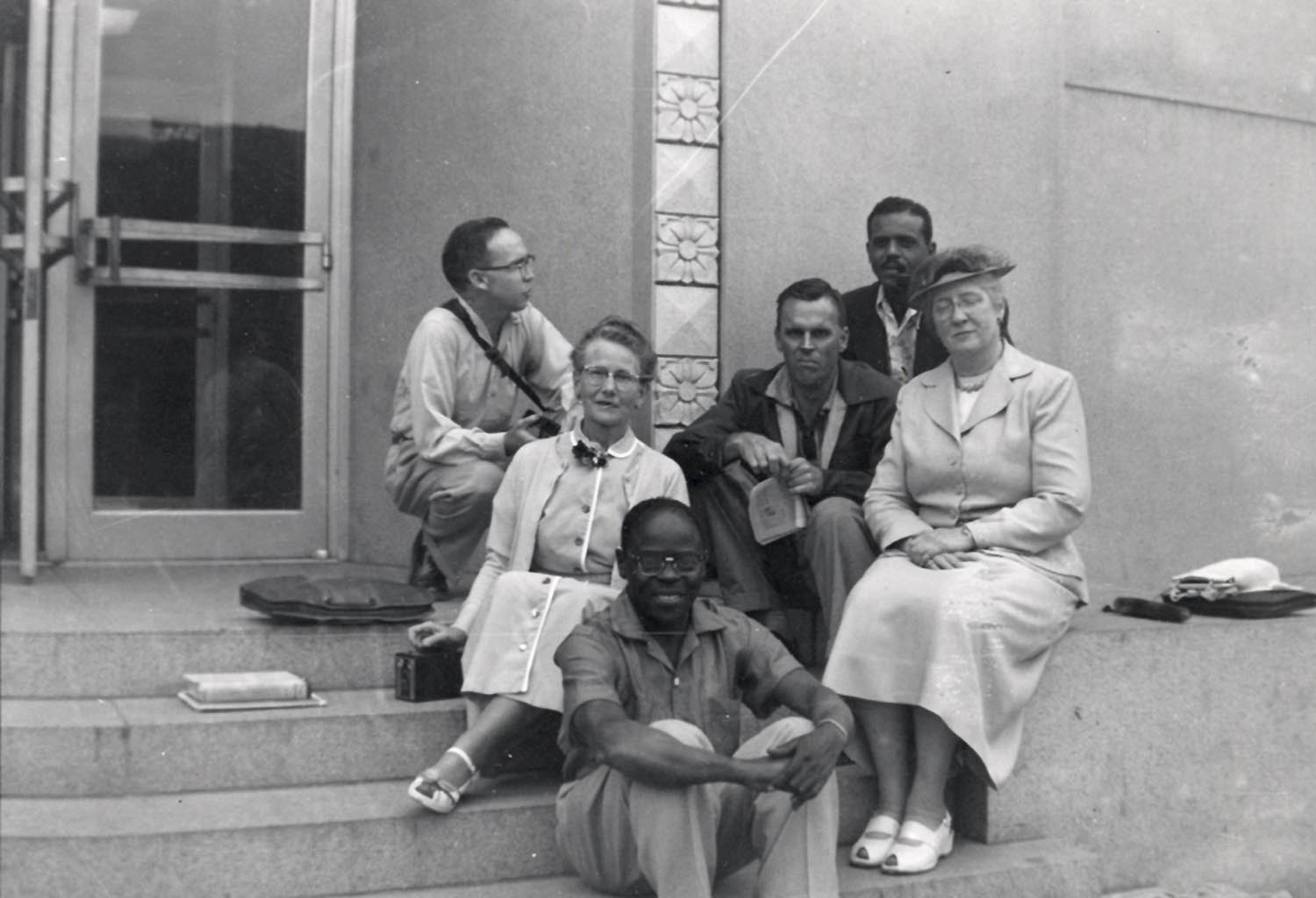
السيدة وايت مع مجموعه من الكتاب المبدعين خارج المكتبة التذكارية عام 1954

## ماديسون
استمرت السيدة وايت حتى قاربت الموسم الدراسى في الخريف عام 1919. ولم تألف ولاية ويسكونسن، ولكنها سرعان ما أحبت ماديسون وجامعة ويسكونسن-ماديسون، ولا سيما لشعبها بروحه المنفتح واعتزازه بالمدرسة.وأصبحت شقتها الجديدة منزلها منذ فترة طويلة. عملت السيدة وايت مدرسا في قسم اللغة الإنجليزية ومكتبة جامعة ويسكونسن-ماديسون في حين أنها كان تعمل على إكمال الدكتوراه. وكم انها كانت طالبة دراسات عليا، كرست ساعات العمل صباح كل يوم سبت لأي شخص مهتم بدروسها الخصوصية، وذلك في كثير من الأحيان على حساب عملها الخاص. تخرجت السيدة وايت في عام 1924، وأصبحت أستاذا مساعدا في العام الذي يليه. وبحلول عام 1936، أصبحت أستاذا، وكانت أول امرأة تفعل ذلك في الآداب والعلوم في الجامعة.
كما أنها درست العديد من المجالات، بما في ذلك الإنجليزى الحديث، أدب إنجليزي في القرن السابع عشر، والشعراء الميتافيزيقيون، ودورة للدراسات العليا لكلا من جون دون، جورج هربرت، أندرو مارفل، ريتشارد كراشو، وهنري فون. وصفت مارجريت توماس من دمكورير الندوة الخامسة للكتابة باللغة الإنجليزية للسيدة وايت بأنها "الشهيرة حاليا" في عام 1942. درست السيدة وايت تخصصين عندما افتتح معهد الكتاب بويسكونسن "في عام 1945. أكدت تخصصات وايت على الكتابة التي لا لبس فيها والتركيب، وكذلك الملاحظات الصادقة. كما انها كانت معروفة بردها بشكل ودي لجميع من يراسها عبر بريدها الإلكترونى. تستخدم السيدة وايت نظام الأربع مكاتب في شقتها، حيث يقدم كل مكتب وظيفة محددة: الرسائل الشخصية، والمذاكرات ذات الأولوية الضئيلة، والعمل ذات الأولوية العالية، أو كتابة على لوحة مفاتيح  وبعض من أبرز طلابها، مثل أوجست ديرليث، وهربرت كوبلى، ومارك شورر، استمروا في الاعتماد على نظرية وايت التحريرية بعدما تم تأسيس مستقبلهم المهني. كتب مارك شور أن أساسيات أسلوب السيدة وايت الناجح هي "الصبر"، و"الكياسة"، و"الدعابة"، و "التعاطف". تعتبر السيدة وايت ان التدريس "ليس فقط تحفيز ولكن... الشيء الأكثر جدارة بالاهتمام يمكن للشخص القيام به ".
كانت السيدة وايت لديها القليل من الوقت الكافى للكتابة بسبب بعض الالتزامات الأكاديمية الأخرى، حيث انها قالت ذات مرة: «الانتماء إلى الأشياء هو مرض مهني لمهنتي». أصبحت السيددة وايت رئيس قسم اللغة الإنجليزية في عام 1955 ومرة أخرى في عام 1961. وكرئيسا للقسم، وظفت السيدة وايت أعضاء هيئة التدريس من الجامعات القائمة، كما أنها حاربت من أجل تقدير الموظفين التابعين لها، وعملت مع أعضاء هيئة التدريس بشكل فردي، كما كانت تعمل مع طلابها. كانت السيدة وايت تكتب في مواسم الصيف، في كثير من الأحيان أثناء سفرها. وساعدها زمالة غوغنهايم، زار ت وايت معظم أنحاء أوروبا. في أول زمالة دراسية لها، سافرت إلى إيطاليا ودرست في جامعة أكسفورد والمتحف البريطاني مابين عام 1928 ووعام 1929 أي لمدة عام.وأثناء تواجدها في الخارج، كتبت السيدة وايت الأدب الإنجليزي التعبدى، 1600-1640 كما استلهمت أول رواية لها، مشاهدة في الليل.وفي منتصف عام 1930، حصلت على زمالة ثانية للتحقق من عملها في إنجلترا. حصلت على منحة من الجامعة لاستكمال دراستها للشاعرات الميتافيزيقية لعام 1935 في لندن.كانت السيدة وايت تعمل كزائرا باحثا في مكتبة هنتنغتون كاليفورنيا بين عامي 1939 و 1940، حيث كانت تعمل على النقد الاجتماعي في الأدب الديني الشعبي في القرن السادس عشر.عادت إلى المكتبة في منتصف 1941. وكانت السيدة وايت أستاذا زائرا في كلية بارنارد بين عام 1943 وعام 1944، وأستاذا زائرا في جامعة كولومبيا خلال صيف عام 1948. كما كان لديهاهتماما كبيرا بالشعر، على الرغم من انها لا تفكر كثيرا فيما يخصها .
اشتهرت السيدة وايت بارتدائها ملابس أرجوانية في كثير من الأحيان، وهو الاختيار للراحة. أشار ت السيدة وايت إلى نفسها بأنها «امرأة طويلة القامة في الأرجواني»،  والطلاب الخرجين من قسم اللغة الإنجليزية يلقبونها «بالآلهة الارجوانية». كتب توني مكنارون أن «تسمية آلهة» كانت ترجع إلى ارتفاعها الاستثنائي: أكثر من ستة أقدام.
«اعمل على تبسيط خزانة ملابسى ولك من خلال خلال ارتداء اللون الأرجواني لأنه عملي ومناسب . فعندما احلق للمشاركة عطلة نهاية الأسبوع، كل شيء يتناسق تلقائيا». هيلين كونستانس وايت 
تقاعدت السيدة وايت عن العمل في عام 1965  بعد 48 عاما من التدريس والإدارة. أثناء تقاعدها، عينت وايت في معهد الجامعة للأبحاث في العلوم الإنسانية. تعرضت لنوبة قلبية في عام 1966، وعندها تراجعت صحتها، وعلى الرغم من ذلك فقد واصلت العمل في المكتبة التذكارية في الجامعة.و في الربيع المقبل، أصبحت السيدة وايت مريضة وتوفيت في السابع من يونيو، عام 1967. ولم تتزوج هي ولا ثلاثة من أشقائها. وقد عقد مراسم تأبين في جامعة مصلى ماديسون القديس بولس في 19 مايو 1968.

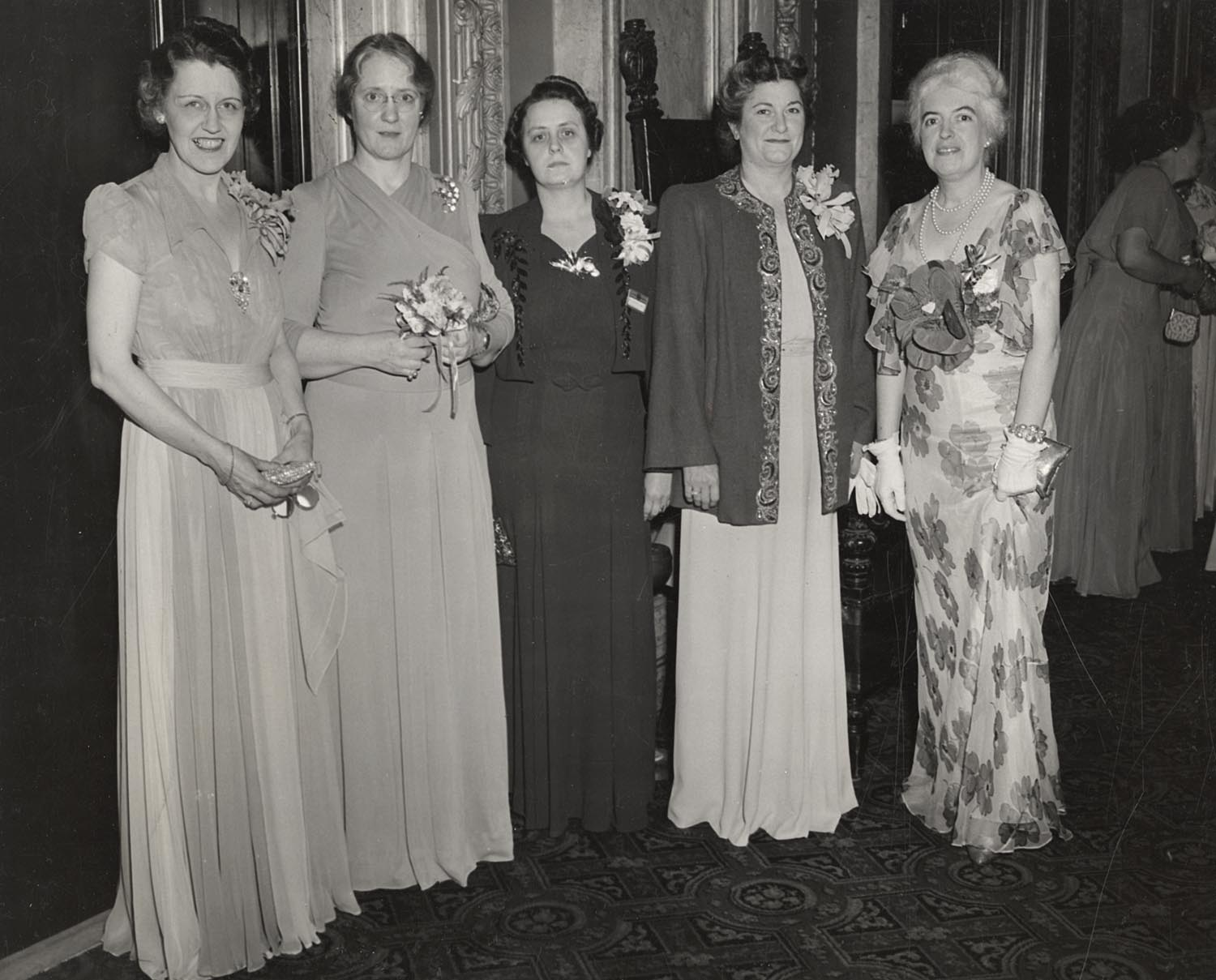
السيدة وايت مع بعض مسؤولي الجمعية الأمريكية للجامعيات

## العمل والتقدير

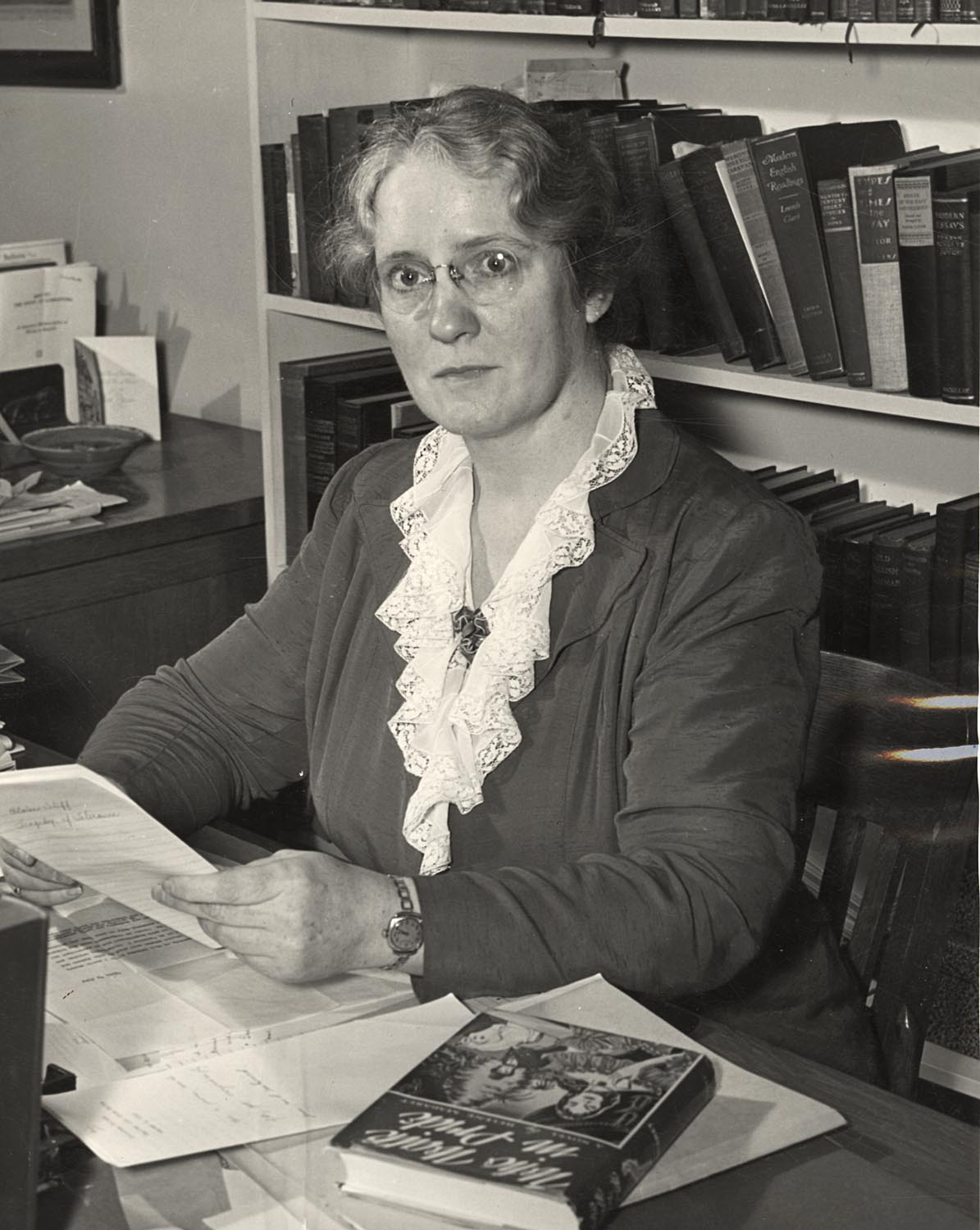
هيلين سي وايت تعمل في مكتبها

نشرت وايت أول قصة قصيرة لها عندما كانت تبلغ التالثة عشر من عمرها. وكان أول مشروع كبير لها هو تصوف وليم بليك، وهو نسخة معدلة من رسالتها العلمية . وقد نشرت في عام 1927 من قبل صحافة جامعة ويسكونسن . كتبت في وقت لاحق ست روايات،  بما في ذلك مشاهدة في الليل (1933)، لم تبن باليدين، إلى نهاية العالم، وغبار على طرق الملك السريعة. نشرت جريدة دولة يسكونسن أن رواياتها لقت ثناءا لمواقعهم التاريخية وآرائهم تجاه الدين، وكذلك اشتمالهم على علم النفس التأملي. أيضا قامت السيدة وايت بتأليف كتب تيودور في الولاء الخاص، الأدب التعبدى الإنجليزي، 1600-1640، النثر الفيكتوري،  والشعراء الميتافيزيكيه (1935)، النقد الاجتماعي في الأدب الديني الشعبي في القرن السادس عشر،  والعديد من المقالات . انبثقت مؤلفاتها الدينية من التقديس الكاثوليكي الروماني. وصفت السيدة وايت الناشرين لها كنوع من أجل نشر أعمالها العلمية التي لا تحظى بشعبية في الفترات الفاصلة بين رواياتها المربحة.
كانت السيدة وايت أول رئيسة منتخبة للجمعية الأمريكية لأساتذة الجامعات وشغلت منصب رئيسا للجمعية الأمريكية للنساء الجامعيات ثلاث مرات (الجمعية الأمريكية للجامعيات)،  بما في ذلك من عام 1941 إلى عام 1947. حصلت وايت على جائزة الإنجاز للجمعية الأمريكية للجامعيات في عام 1949 لعملها العلمي والخدمات الدولية في العلوم الإنسانية. كما شغلت منصب نائب رئيس الاتحاد الدولي للجامعيات،  رئيس اتحادالمعلمين بجامعة ويسكونسن، وأول امرأة تتولى الرئاسة في نادي الجامعة. منحت وايت اثنين من زمالة غوغنهايم،  وميدالية ليتر عام 1942، وسام سيينا عام 1944، جائزة الإنجاز المتميز لرابطة خريجي جامعة رادكليف 1947 للتعليم، و 23 دكتوراه فخرية  [ملاحظة 2] من أماكن مثل جامعة ميامي، قمة كلية مارى، كلية جبل سانت سكولاستيكا، كلية روكفورد، كلية سميث، وكلية ويلسون. وحصلت على رتبة الإمبراطورية البريطانية في عام 1958 بصفتها عالمة في الأدب الإنجليزي في القرن السادس عشر والسابع عشر . وفي عام 1959 تم انتخابها زميل الأكاديمية الأمريكية للفنون والعلوم. كانت السيدة وايت عضوا في الهيئة الوطنية الأمريكية التابعة لل يونسكو. ومثلت الولايات المتحدة مرتين في اجتماعات اليونسكو: اللجنة التحضيرية لليونسكو 1946 وعام 1947 مؤتمر العام الثانى لليونسكو الذي عقد في مكسيكو سيتي. كانت السيدة وايت أيضا عضوا في البعثة التعليمة للولايات المتحدة عام 1946 إلى ألمانيا. بالإضافة إلى ذلك، كانت تجلس في مجالس المؤتمر الوطني للمسيحيين واليهود، والمجلس الأمريكي للتعليم، ومجلس شيوخ فاي بيتا كابا،  وعينت رئيس الولايات المتحدة إلى هيئة فولبرايت للمنح الدراسية بالخارج.
قرب وفاتها، سمت جامعة ويسكونسن مبنى جديد باسمها . ويضم المكتبة الجامعية، والمعروفة باسم مكتبة الكلية. وتقع صالة هيلين جيم وايت على حافة الحرم الجامعي بالقرب من بحيرة ميندوتا وسبعة طوابق. انتقل قسم اللغة الإنجليزية من جامعة ويسكونسن-ماديسون إلى المبنى الجديد عند افتتاحه في سبتمبر 1971.تضم المكتبة تبرعات وايت أكثر من 4000 كتاب. ويضم المبنى قسم الفلسفة، كلية المكتبات، ومركز الكتاب التعاوني للأطفال. كتب عسلي ماكغراث أن «النصب لم يكن مناسبا لأحد علمائه البارزين والذي يمكن ان يبنى من قبل جامعة ويسكونسن».